# Paweł Kowalczuk
Paweł Kowalczuk (ur. 23 stycznia 1980 roku w Koszalinie) – polski koszykarz, występujący na pozycji silnego skrzydłowego lub środkowego, obecnie zawodnik II-ligowego Decka Pelplin.

## Osiągnięcia
Drużynowe
- Mistrz Polski juniorów starszych (1999, 2000)

Indywidualne
- Lider PLK w skuteczności rzutów z gry (2005)